# 榎倉香邨
榎倉 香邨（えのくら こうそん、1923年4月10日 - 2022年1月21日）は、日本の書家。本名は弘（ひろむ）。書道香瓔会を主宰。日展参事、日本書芸院名誉顧問。

## 生涯
兵庫県西脇市出身。兵庫師範学校卒。安東聖空にまなび、1956年日展初入選、1966年、1975年特選。1985年兵庫県文化賞受賞。1996年日展出品の「流翳」で日本芸術院賞受賞。古筆を研究して現代的な感覚で「かなの美」を追求した。若山牧水の短歌をモチーフにした書をライフワークとした。
2022年1月21日午前7時2分、肺炎のため兵庫県加東市の病院で死去。98歳。